# Euthanasia Coaster
Euthanasia Coaster — проект американских горок, разработанный с целью умерщвления всех пассажиров, которые попытаются на них прокатиться. Аттракцион был спроектирован в масштабной модели в 2010 году литовским художником Юлионасом Урбонасом, кандидатом философии Королевского колледжа искусств в Лондоне.
Урбонас, работавший в парке развлечений, заявил, что его концепция состоит в том, чтобы отнимать жизни «с элегантностью и эйфорией». В качестве практического применения Урбонас упомянул «эвтаназию» или «казнь».

## Проект
Горки начинаются с подъёма на высоту 510 метров. Путь до вершины с 24 пассажирами составляет 2 минуты. На самой вершине любой пассажир имеет последнюю возможность покинуть аттракцион живым. Далее следует 500-метровый спуск, разгоняющий состав до скорости в 360 км/ч, близкой к его конечной скорости. Затем следует выравнивание и ускорение перед вхождением в первую из семи петель. Каждая последующая петля имеет меньший диаметр, для поддержания смертельной для человека перегрузки в 10 g во время снижения скорости. После резкого правого разворота состав возвращается в стартовую точку, где происходит выгрузка трупов и загрузка новых пассажиров.

## Патофизиология
Смерть пассажиров наступает из-за продолжительной церебральной гипоксии или дефицита кислорода в головном мозге. Прохождение семи петель создаст перегрузку в 10 g в течение 60 секунд, что приведёт к greyout с потерей периферического зрения и последующему обмороку. Одновременно с этим петли предотвращают возможное выживание пассажиров.